# Goodwin Wharton
Goodwin Wharton (8 mars 1653 - 28 octobre 1704) est un homme politique et autobiographe whig anglais, ainsi qu'un passionné de mystique, d'alchimiste et chasseur de trésors. Son autobiographie manuscrite inédite, à la British Library, « occupe une place de choix dans les annales de la psychopathologie » selon l'historien Roy Porter .

## Jeunesse
Goodwin Wharton est le troisième et le plus jeune des sept enfants de Philip Wharton (4e baron Wharton) et Jane Goodwin, fille et héritière d'Arthur Goodwin (mort en 1643), de Upper Winchendon, Buckinghamshire. Il fait ses études privées en France et fréquente une académie protestante à Caen en 1663-1664. Dans la vie publique et familiale, il est éclipsé par son puissant frère aîné, Thomas Wharton (1er marquis de Wharton).
Élu député d'East Grinstead en 1680, il prononce un discours impétueux en faveur de l'exclusion du duc d'York (futur Jacques II) du trône et doit se cacher pendant un certain temps .

## Explorations et visions
Wharton envoie deux expéditions à Tobermory pour tenter de lever un galion de l'Armada espagnole qui y a fait naufrage. Une partie de sa chasse au trésor singulièrement infructueuse est effectuée sur les conseils de sa maîtresse, la médium autoproclamée Mary Parish, qui affirme l'avoir mis en contact avec des fées. Le soldat-politicien John Wildman est également fasciné par les prédictions de Parish en 1684.
L'année suivante, Wharton commence à recevoir des messages qui viennent ostensiblement directement de Dieu et de plusieurs de ses anges. Beaucoup d'entre eux concernent la perspective de séduire un certain nombre de femmes, dont sa belle-mère, Anne Carr Popham. Il prétend avoir eu une liaison avec sa belle-sœur, la poétesse Anne Wharton, au début des années 1680. Il ne s'est jamais marié, mais il est persuadé par la paroisse que Hezekiah Knowles, le fils d'un associé à elle, est son fils illégitime ,.

## Lord de l'Amirauté
L'instabilité mentale de Wharton semble être passée inaperçue en dehors de son cercle familial, mais il est en disgrâce sous Jacques II pour ses positions Whig prononcées, malgré ses représentations auprès de son épouse, Marie de Modène (et son fantasme d'avoir une liaison avec elle). Avec la Glorieuse Révolution, il s'élève à une certaine éminence et est nommé lieutenant-colonel de cavalerie.
Wharton hérite des domaines du Buckinghamshire à la mort de son père en 1696. Il est réélu au Parlement en 1690 et siège successivement pour Westmorland, Malmesbury, Cockermouth et le comté de Buckinghamshire jusqu'à sa mort. Il est l'un des Lords Commissioners de l'Amirauté en 1697-1699. Il est victime d'un accident vasculaire cérébral en 1698, qui met fin à sa carrière publique ,.